# Балакян, Нона
Нона Балакян (англ. Nona Balakian; 4 сентября 1918, Стамбул — 5 апреля 1991, Нью-Йорк) — американский литературный критик армянского происхождения, редактор и обозреватель.
С детских лет жила в США. Окончила Барнард-колледж, затем школу журналистики Колумбийского университета. В 1943—1987 гг. работала редактором и обозревателем в еженедельном приложении «Нью-Йорк Таймс» The New York Times Sunday Book Review. Помимо многочисленных собственных публикаций, привлекла к сотрудничеству с изданием таких писателей, как Юдора Уэлти, Анаис Нин, Джойс Кэрол Оутс, Карсон Маккаллерс. Опубликовала две книги статей о современной американской прозе: «Созидательное настоящее» (англ. The Creative Present; 1969, в соавторстве с Чарльзом Симмонсом) и «Критические стычки» (англ. Critical Encounters; 1978); особое внимание уделяла творчеству Уильяма Сарояна. В 1974 г. стала одним из соучредителей Национального круга книжных критиков; с 1991 года эта организация присуждает ежегодную премию имени Ноны Балакян лучшему литературному критику года. Входила также в состав оргкомитета Пулитцеровской премии.
По мнению Б. Хупера, статьи и рецензии Балакян отличались быстрым переходом к сути дела: о чём рассматриваемая книга и насколько она хороша.